# 奧韋戈 (紐約州)
奧韋戈（英語：Owego）是一個位於美國紐約州泰奧加縣的鎮。

## 人口
根據2020年美國人口普查的數據，奧韋戈的面積為89.78平方千米，當中陸地面積為87.35平方千米，而水域面積為2.43平方千米。當地共有人口18728人，而人口密度為每平方千米209人。